# Psallus lepidus
Psallus lepidus är en insektsart som beskrevs av Franz Xaver Fieber 1858. Psallus lepidus ingår i släktet Psallus och familjen ängsskinnbaggar. Arten är reproducerande i Sverige. Inga underarter finns listade i Catalogue of Life.